# Helmut Benthaus
Helmut Benthaus (Herne, 5 giugno 1935) è un ex calciatore e allenatore di calcio tedesco, di ruolo centrocampista.
È uno dei sei ad aver vinto la Bundesliga sia da giocatore che da allenatore, insieme a Felix Magath, Franz Beckenbauer, Matthias Sammer, Thomas Schaaf e Jupp Heynckes.

## Palmarès

### Giocatore
- Campionato tedesco: 1

Colonia: 1963-1964

### Giocatore - Allenatore
- Campionato svizzero: 4

Basilea: 1966-1967, 1968-1969, 1969-1970, 1971-1972
- Coppa Svizzera: 1

Basilea: 1966-1967
- Coppa di Lega svizzera: 1

Basilea: 1972
- Coppa delle Alpi: 2

Basilea: 1969, 1970

### Allenatore
- Campionato svizzero: 3

Basilea: 1972-1973, 1976-1977, 1979-1980
- Coppa Svizzera: 1

Basilea: 1974-1975
- Coppa di Lega svizzera: 1

Basilea: 1972-1973
- Coppa delle Alpi: 3

Basilea: 1981
- Campionato tedesco: 1

Stoccarda: 1983-1984